# Jannie Gibson
John Thomas „Jannie” Gibson (ur. 15 maja 1941 w Bulawayo) – rodezyjski bokser, olimpijczyk.
Wystąpił na Letnich Igrzyskach Olimpijskich 1964 w wadze lekkośredniej, jako reprezentant Rodezji Południowej (późniejsze Zimbabwe). W pojedynku 1/16 finału przegrał już w pierwszej rundzie z Kojim Masudą z Japonii.